# Niedertaufkirchen
Niedertaufkirchen település Németországban, azon belül Bajorországban. Lakosainak száma 1454 fő (2023. december 31.). Niedertaufkirchen Massing és Geratskirchen községekkel határos.

## Népesség
A település népessége az elmúlt években az alábbi módon változott:
| Lakosok száma | 712  | 974  | 774  | 1083 | 1289 | 1339 | 1339 | 1353 | 1462 | 1454 |
|               | 1875 | 1950 | 1975 | 1987 | 2012 | 2014 | 2016 | 2017 | 2021 | 2023 |